# Zāzerān
Zāzerān (persiska: زازران) är en ort i Iran.   Den ligger i provinsen Esfahan, i den centrala delen av landet, 300 km söder om huvudstaden Teheran. Zāzerān ligger 1 606 meter över havet och antalet invånare är 7 670.
Terrängen runt Zāzerān är en högslätt. Runt Zāzerān är det tätbefolkat, med 790 invånare per kvadratkilometer. Närmaste större samhälle är Esfahan, 17,4 km öster om Zāzerān. Trakten runt Zāzerān består till största delen av jordbruksmark.